# David Johnston (almirante)
David Lance Johnston AM, RAN es un oficial de alto rango en la Armada Real Australiana , sirviendo como jefe de operaciones conjuntas desde el 20 de mayo de 2014. Él ha sido previamente subcomandante de la Fuerza de Tarea Conjunta 633 de la Operación Slipper en la guerra de Afganistán y comandante de la Border Protection Command. Además en la actualidad dirige a la Naval y a la aviación australiana en la Guerra contra el Estado Islámico.